# ʿAyn Jālūt

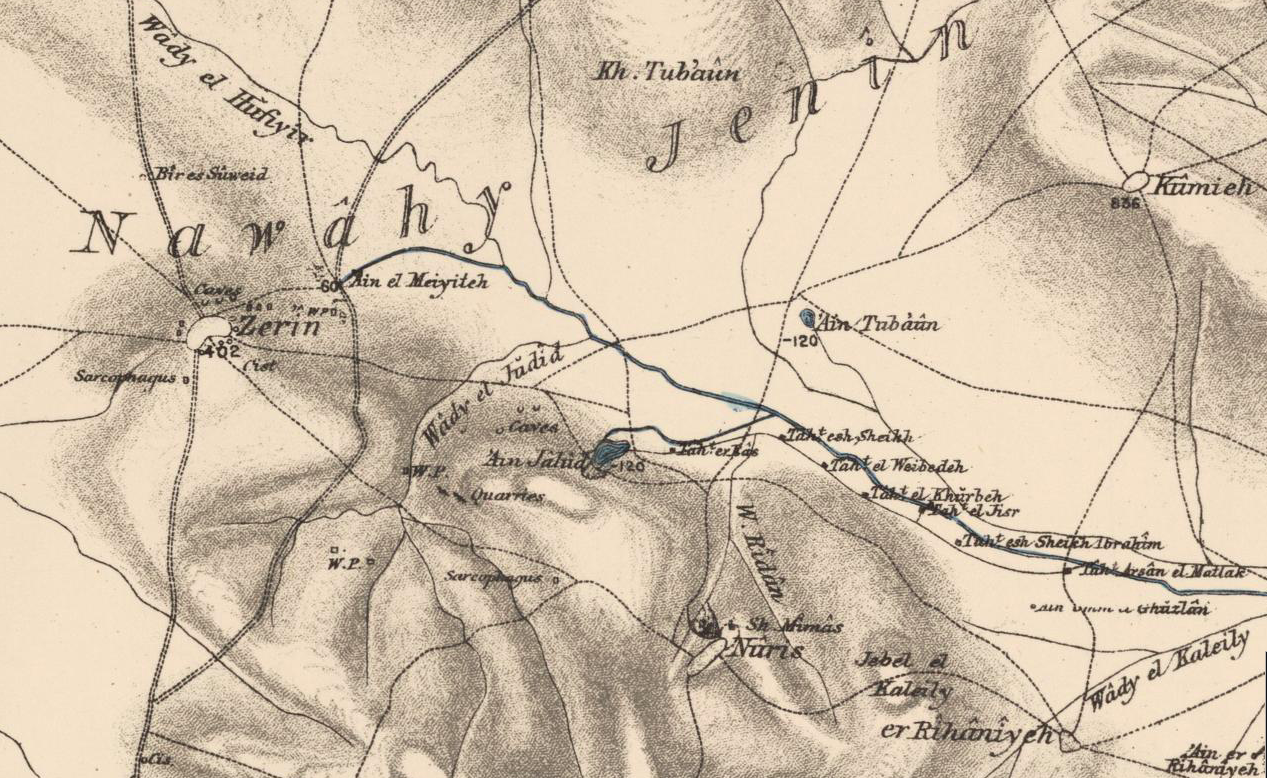
ʿAyn Jālūt (riportata nella forma "ʿAyn Jālud") in una cartina della Palestina del 1870

ʿAyn Jālūt (in arabo ﻋﻴﻦ ﺟﺎﻟﻮﺕ‎?, ossia "la fonte di Golia") è il nome di un antico sito palestinese, nei pressi dell'attuale città di Jenin, in quella che gli israeliani chiamano Piana di Esdraelon, in cui fu combattuta una battaglia epocale per le sorti del mondo islamico e, indirettamente, persino per quello cristiano.
Lo scontro, avvenuto il 3 settembre 1260 vide infatti contrapposto l'invitto esercito mongolo, al comando del turco cristiano-nestoriano Kitbuga Noyan, e quello assai più numeroso del Sultano mamelucco Sayf al-Din Qutuz, nel quale combatteva anche il futuro Sultano Baybars.

Nel 1260 infatti, il mongolo Hulagu, nipote di Gengis Khan, provò ad attaccare l'Egitto, dopo aver obbligato alla resa Damasco. Hulagu inviò sei messaggeri al comandante mamelucco Sayf al-Dīn Quṭuz al Cairo, chiedendogli la resa. Il messaggio che essi portavano diceva: 
Puoi sapere ciò che è avvenuto da altri Paesi. Sottomettiti a noi. Hai sentito che abbiamo conquistato un vasto impero e che abbiamo purificato la Terra dai disordini che la contaminavano. Abbiamo conquistato vaste aree, massacrando tutte le popolazioni. Non puoi sfuggire il terrore delle nostre armi. Dove puoi scappare? che strada imboccherai per sfuggirci? I nostri cavalli sono veloci, le nostre frecce acuminate, le nostre spade sono come fulmini, i nostri cuori duri come le montagne, i nostri soldati numerosi come la sabbia. Le fortezze, non ci bloccheranno, né le braccia ci fermeranno. Le vostre preghiere a Dio non varranno contro di noi. Non siamo commossi dalle vostre lacrime né toccati dai vostri lamenti. Solo chi chiederà la nostra protezione si salverà. Affrettate la vostra risposta prima che il fuoco della guerra si accenda. Resistete e soffrirete le catastrofi più terribili. Noi distruggeremo le vostre moschee e riveleremo la debolezza del tuo Dio e poi uccideremo i vostri figli e i vostri vecchi. Al momento siete il solo nemico contro il quale marceremo.»
Quṭuz rispose uccidendo i sei messaggeri, "tagliandoli a pezzi" ed esponendo le loro teste sulla Bāb Zuwayla. Si alleò poi col il suo collega mamelucco, Baybars, per difendere l'Islam dalla minaccia mongola. 

Lo scontro tra Mamelucchi e Mongoli ebbe luogo ad ʿAyn Jālūt, e si concluse con una netta vittoria dei primi. 

In realtà dell'esercito di Hulegu Khan, che aveva conquistato gran parte del Medio Oriente e una parte del Vicino Oriente, abbattendo per sempre il Califfato abbaside con la Presa di Baghdad del 1258, rimaneva solo una parte particolarmente contenuta: circa 10-15 000 guerrieri, affidati a Kitbuga da Hulegu, per consentire al condottiero mongolo di tornare in patria, col grosso delle sue forze, per partecipare al kuriltai indetto dopo la morte del fratello Mongke Khān per eleggere il nuovo Gran Khan, che risultò poi essere un altro fratello di Hulegu Kublai Khan.
I Mamelucchi, che combattevano per la propria sopravvivenza, schierarono tutte le forze a loro disposizione, raggiungendo la ragguardevole cifra di 120 000 uomini, tra fanti e cavalieri.
La vittoria - al contrario di quanto si ama sostenere - non fu quindi difficile, anche se il valore mongolo ebbe comunque modo di esprimersi, pur in condizione di un'inferiorità numerica tanto vistosa, e lo stesso Kitbuga finì con l'essere ucciso e decapitato sul campo di battaglia.
Il Vicino Oriente rimase campo di confronto ancora per molti anni, specialmente in Siria, ma i Mamelucchi non furono debellati come tanti altri domini islamici e il mondo cristiano, impaurito per i potenziali sviluppi in caso di vittoria mongola, poté rasserenarsi, avviando anzi con gli eredi in Persia di Hulegu (gli Ilkhanidi) una politica che mirava a un'alleanza cristiano-mongola in funzione anti-mamelucca, assai utile per le sorti di Outremer. Tale strategia, sulla quale si erano espressi favorevolmente il Papato di Roma e le corone di Francia e d'Inghilterra, non fu però perseguita col dovuto convincimento da parte dell'Europa cristiana, e saranno anzi proprio i Mamelucchi a cancellare per sempre ogni residua traccia crociata in Siria-Palestina.